# ᶿ
Cette page contient des caractères spéciaux ou non latins. S’ils s’affichent mal (▯, ?, etc.), consultez la page d’aide Unicode.
ᶿ, appelée thêta en exposant, thêta supérieur ou lettre modificative thêta, est un graphème utilisé dans l’écriture du comox, du halkomelem ou du salish des détroits, et est utilisé comme symbole dans certaines notations phonétiques, comme certaines versions de l’alphabet phonétique américaniste ou, anciennement, de l’alphabet phonétique international. Il est formé de la lettre thêta mise en exposant.

## Utilisation
Dans l’alphabet phonétique international, ‹ ᶿ › est utilisé après le symbole d’une consonne dentale sourde pour indiquer l’articulation secondaire fricative dentale, indiquant une affriquée, par exemple la consonne affriquée dentale sourde [tᶿ], aussi notée [tθ] ou [t͡θ].
En comox, halkomelem ou salish des détroits, ‹ ᶿ › est utilisé dans certaines orthographes, notamment dans les digrammes ‹ tᶿ › ou ‹ t̓ᶿ ›.
En comox, les digrammes ‹ tᶿ › et ‹ t̓ᶿ › sont utilisés. En hən̓q̓əmin̓əm̓ (dialecte du halkomelem), ‹ t̓ᶿ › est utilisé.
En saanich (dialecte du salish des détroits), ‹ t̓ᶿ › est utilisé dans l’orthographe phonétique de Thom Hess par exemple utilisée pour la notation phonétique dans le dictionnaire saanich de Timothy Montler de 2018, et est transcrit avec la lettre majuscule T barré diagonalement ‹ Ⱦ › dans l’orthographe standardisée de Dave Elliott.

## Représentations informatiques
La lettre modificative thêta peut être représenté avec les caractères Unicode suivants (supplément phonétique étendu) :
| formes       | représentations | chaînes de caractères | points de code | descriptions                        | note |
| ------------ | --------------- | --------------------- | -------------- | ----------------------------------- | ---- |
| modificative | ᶿ               | ᶿ                     | U+1DBF         | lettre modificative minuscule thêta |      |

## Sources
- Association phonétique internationale, Exposé des principes de l’Association phonétique internationale, Leipzig, B. G. Teubner, 1900 (JSTOR 44749210, lire en ligne)
- (en) Peter Constable, Revised Proposal to Encode Additional Phonetic Modifier Letters in the UCS, 1er février 2004 (lire en ligne)
- (en) International Phonetic Association, « Report on the 1989 Kiel Convention », Journal of the International Phonetic Association, vol. 19, no 2,‎ 1989, p. 67-80 (DOI 10.1017/S0025100300003868)
- (en) International Phonetics Association, Handbook of the International Phonetics Association : a guide to the use of the International Phonetic Alphabet, Cambridge, Cambridge University Press, 1999, 204 p. (ISBN 0-521-63751-1 et 0-521-65236-7, lire en ligne)
- (en) John Laver, Principles of phonetics, Cambridge, Cambridge University Press., coll. « Cambridge textbooks in linguistics », 1994 (lire en ligne)